# Gia sư eteacher

## Giới thiệu
eTeacher là một công ty giáo dục tại Việt Nam, chuyên cung cấp dịch vụ gia sư 1 kèm 1 và các chương trình hỗ trợ học tập dành cho học sinh từ cấp tiểu học đến trung học phổ thông. Công ty có trụ sở chính tại Thành phố Hồ Chí Minh, được thành lập vào năm 2017. eTeacher được biết đến nhờ phương pháp giảng dạy cá nhân hóa, hệ thống quản lý học tập chuyên môn, cùng nhiều hoạt động cộng đồng nổi bật, trong đó có chương trình thường niên Đối thoại cùng thủ khoa.

## Lịch sử
eTeacher được thành lập vào năm 2017 trong bối cảnh nhu cầu học tập cá nhân hóa tại Việt Nam ngày càng gia tăng. Ban đầu, công ty tập trung vào dịch vụ gia sư tại nhà tại khu vực nội thành TP.HCM.
- Giai đoạn 2015–2017: eTeacher bắt đầu triển khai các hoạt động đầu tiên, mở rộng dịch vụ đến khắp các quận tại Thành phố Hồ Chí Minh và xây dựng đội ngũ gia sư là sinh viên giỏi từ các trường đại học hàng đầu.
- Năm 2017: Công ty khởi động chương trình Đối thoại cùng thủ khoa, tạo cơ hội để học sinh THPT giao lưu trực tiếp với những thủ khoa đại học xuất sắc.
- Giai đoạn 2018-2020: phát triển mạnh mẽ và triển khai thêm nhiều phương thức học tập trong có đó học online.
- Năm 2021 – giai đoạn dịch Covid-19: eTeacher đẩy mạnh hình thức dạy online 100%, sử dụng các nền tảng học trực tuyến kết hợp quản lý tiến độ học tập từ xa. Đây là giai đoạn đánh dấu sự chuyển đổi mạnh mẽ từ mô hình truyền thống sang mô hình EdTech, với số lượng học sinh tham gia trực tuyến tăng đột biến.
- Từ 2022 đến nay: eTeacher tập trung phát triển hệ thống quản lý học tập chuyên môn, cho phép theo dõi tiến độ học sinh hàng ngày, hàng tuần, đồng thời mở rộng hợp tác tổ chức các câu lạc bộ Toán học và Tiếng Anh tại các khu chung cư, trường học.

## Hoạt động

### Dịch vụ gia sư
eTeacher cung cấp dịch vụ gia sư 1 kèm 1 tại nhà và trực tuyến, tập trung vào các môn học chính như Toán, Tiếng Anh, Ngữ văn, Khoa học tự nhiên và các môn nâng cao. Đội ngũ gia sư bao gồm sinh viên xuất sắc, giáo viên giàu kinh nghiệm và được hỗ trợ bởi bộ phận quản lý chuyên môn nhằm đảm bảo chất lượng giảng dạy.

### Luyện thi
Công ty hỗ trợ học sinh luyện thi chuyển cấp (lớp 5 lên lớp 6, lớp 9 lên lớp 10), kỳ thi tốt nghiệp THPT, cũng như các kỳ thi chứng chỉ quốc tế như Cambridge English hoặc IELTS.

### Câu lạc bộ học tập
Ngoài dịch vụ gia sư, eTeacher hợp tác cùng ban quản lý các khu chung cư để tổ chức các câu lạc bộ Toán học và Tiếng Anh cho trẻ em. Hoạt động này mang tính cộng đồng, kết hợp giữa học tập và vui chơi, nhằm tạo môi trường rèn luyện kỹ năng và kết nối bạn bè.

### Chương trình cộng đồng
Từ năm 2017, eTeacher tổ chức Đối thoại cùng thủ khoa, một chương trình thường niên mời các thủ khoa đại học chia sẻ bí quyết học tập, phương pháp quản lý thời gian và định hướng nghề nghiệp cho học sinh THPT. Sự kiện này thu hút hàng nghìn học sinh tại TP.HCM tham gia và được nhiều cơ quan báo chí đưa tin.

## Thành tựu và ảnh hưởng
- Trong hơn 8 năm hoạt động, eTeacher đã đào tạo hàng chục nghìn học sinh ở nhiều độ tuổi khác nhau.
- Công ty được ghi nhận là một trong những đơn vị tiên phong tại TP.HCM trong việc áp dụng mô hình quản lý tiến độ học tập kết hợp đánh giá chất lượng hàng tuần.
- Chương trình Đối thoại cùng thủ khoa đã được tổ chức liên tục 8 năm, trở thành sự kiện giáo dục thường niên quen thuộc của nhiều trường THPT.
- eTeacher đã hợp tác với nhiều khu dân cư lớn tại TP.HCM trong việc tổ chức câu lạc bộ học tập, mang lại cơ hội học tập cộng đồng cho trẻ em tại địa phương.

## Đội ngũ và phương pháp
eTeacher sở hữu đội ngũ gia sư đa dạng, bao gồm sinh viên, giáo viên, và chuyên gia giáo dục. Công ty chú trọng đến sự kiên nhẫn, kỹ năng sư phạm và khả năng truyền cảm hứng. Ngoài ra, eTeacher còn phát triển hệ thống quản lý chuyên môn để:
- Theo dõi tiến độ học sinh hàng ngày và hàng tuần.
- Cập nhật báo cáo thường xuyên cho phụ huynh.
- Đảm bảo tính đồng bộ giữa gia sư và bộ phận quản lý.